# Xã Wabash, Quận Parke, Indiana
Xã Wabash (tiếng Anh: Wabash Township) là một xã thuộc quận Parke, tiểu bang Indiana, Hoa Kỳ. Năm 2010, dân số của xã này là 818 người.